# Steven Heller

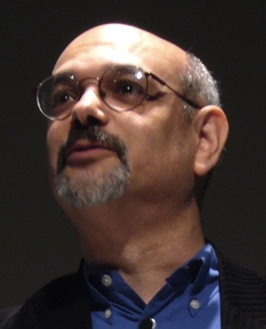
Steven Heller

Steven Heller, (n. 1950), designer gráfico, jornalista, crítico, escritor e editor especializado em design gráfico.
Steven Heller é autor e co-autor de vários livros sobre a história do design gráfico, ilustração, tipografia e vários assuntos correlatos. Ele foi editor de arte da The New York Times Book Review por muitos anos e ensina na School of Visual Arts em Nova York.

## Vêr também
- Philip Meggs
- Rick Poynor

## Livros
- (Editor) Man Bites Man, foreword by Tom Wolfe, New York: A & W Publishers, 1981.
- (Editor) Jules Feiffer's America from Eisenhower to Reagan, New York: Knopf, 1982.
- (With Ralph E. Shikes) The Art of Satire: Painters as Caricaturists and Cartoonists from Delacroix to Picasso, New York: Pratt Graphics Center and Horizon, 1984.
- (Editor) Seymour Chwast, The Left-handed Designer, New York: Abrams, 1985, revised as
- (With Seymour Chwast) Graphic Style: From Victorian to Digital, , New York: Abrams, 2001.
- (Editor) Innovators of American Illustration, New York: Van Nostrand, 1986.
- (Compiler, with Seymour Chwast and Barbara Cohen) New York Observed: Artists and Writers Look at the City, 1650 to the Present, New York: Abrams, 1987.
- (With Lisa Talarico) Design Career: Practical Knowledge for Beginning Illustrators and Graphic Designers, New York: Van Nostrand, 1987.
- (With Seymour Chwast) Graphic Style: From Victorian to Post-Modern, New York: Abrams, 1988.
- (Editor, with Seymour Chwast) Sourcebook of Visual Ideas, New York: Van Nostrand, 1989.
- (With Barbara Cohen and Seymour Chwast) Trylon and Perisphere: The 1939 New York World's Fair, New York: Abrams, 1989.
- (With Karen Pomeroy) Designing with Illustration, New York: Van Nostrand, 1990.
- (With Anne Fink) Low-Budget, High-Quality Design, New York: Watson-Guptill, 1990.
- (With Gail Anderson) Graphic Wit: The Art of Humor in Design, New York: Watson-Guptill, 1991.
- (With Karrie Jacobs) Angry Graphics: Protest Posters of the Reagan/Bush Era, Salt Lake City, Utah: Peregrine Smith Books, 1992.
- (With Vicki Gold Levi and Seymour Chwast) You Must Have Been a Beautiful Baby: Baby Pictures of the Stars, New York: Hyperion, 1992.
- (With Gail Anderson) The Savage Mirror: The Art of Contemporary Caricature, New York: Watson-Guptill, 1992.
- (With Steven Guarnaccia) School Days, Photography by William Whitehurst, New York: Abbeville Press, 1992.
- (Compiler, with Anne Fink) Covers & Jackets! What the Best Dressed Books and Magazines Are Wearing, Glen Cover, N.Y.: Library of Applied Design, 1993.
- (With Louise Fili) Italian Art Deco: Graphic Design Between the Wars, San Francisco: Chronicle Books, 1993.
- (With Julie Lasky) Borrowed Design: Use and Abuse of Historical Form, New York: Van Nostrand Reinhold, 1993.
- (With Gail Anderson) American Typeplay'', New York: Library of Applied Design, 1994.
- (With Steven Guarnaccia) Designing for Children, New York: Watson-Guptill, 1994.
- (With Louise Fili) Dutch Moderne: Graphic Design from De Stijl to Deco, San Francisco: Chronicle Books, 1994.
- (Editor with Michael Bierut, William Drenttel and D. K. Holland) Looking Closer: Critical Writings on Graphic Design, New York, 1994.
- (With Teresa Fernandes) The Business of Illustration, New York: Watson-Guptill, 1995.
- (With Seymour Chwast) Jackets Required: An Illustrated History of American Book Jacket Design, 1920–1950, San Francisco: Chronicle Books, 1995.
- (With Louise Fili) Streamline: American Art Deco Graphic Design, San Francisco: Chronicle Books, 1995.
- (With Anne Fink) That's Entertainment, Library of Applied Design, 1995.
- (With James Fraser and Seymour Chwast) Japanese Modern: Graphic Design Between the Wars, San Francisco: Chronicle Books, 1996.
- (With Anne Fink) Appetite Appeal: Graphic Design for Food and Drink, Glen Cove, N.Y.: Graphic Details, 1996.
- (With Louise Fili) Cover Story: The Art of American Magazine Covers 1900–1950, San Francisco: Chronicle Books (San Francisco, CA), 1996.
- (With Teresa Fernandes) Magazines: Inside and Out, Glen Cove, N.Y.: PBC International, 1996.
- (With Elinor Pettit) Newsletters Now: From Classic to New Wave, New York: Library of Applied Design, 1996.
- (Editor with Michael Bierut, William Drenttel, and D. K. Holland) Looking Closer 2, New York: Allworth Press, 1997.
- French Modern: Art Deco Graphic Design, San Francisco: Chronicle Books, 1997.
- (Editor, with Marie Finamore) Design Culture: An Anthology of Writing from the AIGA Journal of Graphic Design, 'New York: Allworth Press, 1997.
- (Interviewer and editor, with Elinor Pettit) Design Dialogues, New York: Allworth Press, 1998.
- (Editor) The Education of a Graphic Designer, New York: Allworth Press, 1998.
- (With Michael Barson) Teenage Confidential: An Illustrated History of the American Teen, San Francisco: Chronicle Books, 1998.
- (With Louise Fili) British Modern: Graphic Design Between the Wars, San Francisco: Chronicle Books, 1998.
- (With Louise Fili) German Modern: Graphic Design from Wilhelm to Weimar, San Francisco: Chronicle Books, 1998.
- (With Anne Fink) Less Is More: The New Simplicity in Graphic Design, Cincinnati, Ohio: North Light Books, 1999.
- Paul Rand, London: Phaidon, 1999.
- Design Literacy: Understanding Graphic Design, New York: Allworth Press, 1999.
- (With Teresa Fernandes) Becoming a Graphic Designer: A Guide to Careers in Design, New York: Wiley, 1999.
- (Editor with Louise Fili) Typology: Type Design from the Victorian Era to the Digital Age, San Francisco: Chronicle Books, 1999.
- (Editor, with Marshall Arisman) The Education of an Illustrator, New York: Allworth Press, 2000.
- (Editor, with Michael Bierut, Jessica Helfand, and Rick Poynor) Looking Closer 3: Classic Writings on Graphic Design, New York: Allworth Press, 2000.
- (Editor) Sex Appeal: The Art of Allure in Graphic and Advertising Design, New York: Allworth Press, 2000.
- (With Michael Barson) Red Scared!: The Commie Menace in Propaganda and Pop Culture, San Francisco: Chronicle Books, 2000.
- (With Michael Barson) Wedding Bell Blues: 100 Years of Our Great Romance with Marriage, San Francisco: Chronicle Books, 2000.
- (With Jeff Roth) The Swastika: Symbol Beyond Redemption?, Allworth Press, 2000.
- Design Connoisseur: An Eclectic Collection of Imagery and Type, New York: Allworth Press, 2000.
- (With Elinor Pettit) Graphic Design Time Line: A Century of Design Milestones, New York: Allworth Press, 2000.
- (With Christine Thompson) Letterforms Bawdy, Bad and Beautiful: The Evolution of Hand-drawn, Humorous, Vernacular, and Experimental Type, New York: Watson-Guptill, 2000.
- (Editor, with Georgette Ballance) Graphic Design History, New York: Allworth Press, 2001.
- (With Mirko Ilic) Genius Moves: 100 Icons of Graphic Design, Cincinnati, Ohio: North Light Books, 2001.
- (Editor) Education of an E-Designer, New York: Allworth Press, 2001.
- (Editor, with Philip B. Meggs) Texts on Type: Critical Writings on Typography, New York: Allworth Press, 2001.
- (With Louise Fili) Counter Culture: The Allure of Mini-mannequins, New York: Princeton Architectural Press, 2001.
- Graphic Design Reader, New York: Allworth Press, 2002.
- (Editor with Michael Bierut and William Drenttel) Looking Closer 4: Critical Writings on Graphic Design, New York: Allworth Press, 2002.
- (Editor) Education of a Design Entrepreneur, New York: Allworth Press, 2002.
- Merz to Emigre and Beyond: Avant-Garde Magazine Design of the Twentieth Century, Phaidon, 2003.
- Also contributor to Graphic Design in America: A Visual Language History, Minneapolis: Walker Art Center, 1989. Editor of the American Institute of Graphic Arts Journal of Graphic Design. Contributor to periodicals, including Communication Arts, Mother Jones, and Print.